# Ebrāhīm Ḩeşārī
Ebrāhīm Ḩeşārī (persiska: اِبراهيم حِصاری, ابراهیم حصاری) är en ort i Iran.   Den ligger i provinsen Västazarbaijan, i den nordvästra delen av landet, 500 km väster om huvudstaden Teheran. Ebrāhīm Ḩeşārī ligger 1 280 meter över havet och antalet invånare är 509.
Terrängen runt Ebrāhīm Ḩeşārī är mycket platt.Runt Ebrāhīm Ḩeşārī är det tätbefolkat, med 297 invånare per kvadratkilometer. Närmaste större samhälle är Malekān, 13,5 km öster om Ebrāhīm Ḩeşārī. Trakten runt Ebrāhīm Ḩeşārī består till största delen av jordbruksmark.